# Louis Féral
Pour les articles homonymes, voir Féral.
Louis Féral est un homme politique français né le 13 décembre 1830 à Toulouse et décédé le 7 octobre 1889 à Paris.

## Biographie
Avocat à Toulouse, conseiller général du canton de Verfeil, il est sénateur de la Haute-Garonne de 1886 à 1889, siégeant au centre-gauche. Il s'intéresse surtout aux haras et aux questions agricoles.

## Sources
- « Louis Féral », dans Adolphe Robert et Gaston Cougny, Dictionnaire des parlementaires français, Edgar Bourloton, 1889-1891 [détail de l’édition]